# Leszek Deptuła
Leszek Deptuła (født 25. februar 1953, død 10. april 2010) var en polsk politiker, der var medlem af det polske parlament.
Leszek Deptuła omkom under et flystyrt den 10. april 2010, sammen med bl.a. Polens præsident Lech Kaczyński.